# Saliba
I Saliba sono un piccolo gruppo etnico della Colombia e del Venezuela, con una popolazione stimata di circa 300 persone. Questo gruppo etnico è principalmente di fede animista e parla la lingua Saliba (codice ISO 639: SLC).
Vivono nelle zone tropicali dei fiumi Meta e Casanare.